# Gnathocera royi
Gnathocera royi är en skalbaggsart som beskrevs av Ruter 1958. Gnathocera royi ingår i släktet Gnathocera och familjen Cetoniidae. Inga underarter finns listade i Catalogue of Life.